# Anuari dels Amics de l'Art Litúrgic : esglèsies, altars, indumentària
L'Anuari dels Amics de l'Art Litúrgic: esglèsies, altars, indumentària és una publicació impulsada pel Grup dels Amics de l'Art Litúrgic.
El 1922 neix el Grup dels Amics de l'Art Litúrgic, fundat, guiat i animat pel consiliari Mn. Manuel Trens, personatge que promourà una vida cultural i qui mereix, per tant, una menció especial. Trens va ser un home clau del Cercle de Sant Lluc tant abans de la guerra com a la immediata postguerra, i va promoure, gràcies al seu dinamisme i esperit d'iniciativa, nombrosos projectes. A més a més, com a mossèn, Trens posseïa les capacitats organitzatives i estratègies necessàries per fer, del Cercle, la primera tribuna de tots els seus plans de promoció de l'art religiós. Aquest cercle l'integren persones de prestigi, des d'arquitectes com Francesc Folguera i Bonet Garí, escultors com Claudio Collet i Camps Arnau, pintors com Jaume Busquets i Darius Vilàs fins orfebres com Ramon Sunyer. Tots ells s'uneixen amb la voluntat conjunta d'impulsar la formació de l'Anuari dels Amics de l'Art Litúrgic, un recull on s'adopten noves formes expressives sense defugir dels valors tradicionals del país.
Amb la seva activitat i aprofitant el començament de l'any eclesiàstic, el 12 de desembre de 1925 els Amics de l'Art Litúrgic van presentar una Exposició i un Anuari a la Sala Parés de la ciutat de Barcelona. Tots els seus treballs van ser recollits en un Anuari que, a més, incloïa orientacions litúrgiques sobre arquitectura, iconografia i indumentària. Posteriorment, amb dues altres exposicions els anys 1928 i 1930 neixerien dos Anuaris més, corresponents als anys esmentats. Aquests darrers certificarien un treball d'equip coordinat, una voluntat de superació i un clar apropament vers l'art religiós modern que, lamentablement, no aplicarien en profunditat.
En el següent fragment podem observar, clarament, quina era la finalitat dels Amics de l'Art Litúrgic amb el naixement de l'Anuari, donar paraula a l'Església, la qual orienta, amb diverses normes, la manera d'edificar la casa de Déu. En aquest sentit, podem llegir a l'Anuari:
“Els Amics de l'Art Litúrgic amb llur t. er Anuari no fan més que començar a transmetre aquestes prescripcions canòniques i els consells de l'experiència més elementals i urgents, que necessiten saber tots els artistes i artesans que hagin de treballar al servei de la litúrgia cristiana. Aquest Anuari junt amb els que l'han de seguir ha d'ésser la guia i el promptuari fidel de tots aquells que amb llur treball, amb llur orientació i fins amb llur mecenatge intervenen en la construcció i embelliment del temple cristià, a fi que ni l'artista, ni el sacerdot ni el benefactor conscientment o inconscientment conculquin amb Llurs preocupacions o acudits personals les severes prescripcions de la litúrgia. Tant de bo que aquesta humil llavor, que avui els Amics de l'Art Litúrgic escampen per amor de la bellesa de la casa de Déu, pugui treure esplèndida brotada en la futura exposició d'art litúrgic”.
La revista va ser publicada a Barcelona pel Cercle Artístic de Sant LLuc, de periodicitat Anual, i amb vigència des de 1925 fins 1930, tractant temes relacionats amb l'art i el simbolisme cristià.

## Seccions
Al començament del segle xx, el Cercle de Sant Lluc es va convertir en jutge de la correcció moral de la producció artística catalana. Els “llucs” havien tingut contacte tant amb el mossèn Clascar, promotor del Congrés Litúrgic de 1915, com amb Lluís Carreras i Mas i Josep Tarré i Sans, tots ells pilars imprescindibles que sostenen aquest moviment. Amb ells es funda la Secció dels Amics de l'Art Litúrgic, una primera proposta d'una certa envergadura en l'àmbit de les arts plàstiques i amb una especial atenció a les anomenades arts decoratives que tenia, com a objectiu, el foment d'un art religiós renovat i modern, que fos, alhora, funcional i respectuós amb les necessitats de la litúrgia. Els Amics de l'Art Litúrgic defensen un art modern i lliure sempre que es transmeti amb eficàcia el missatge cristià.

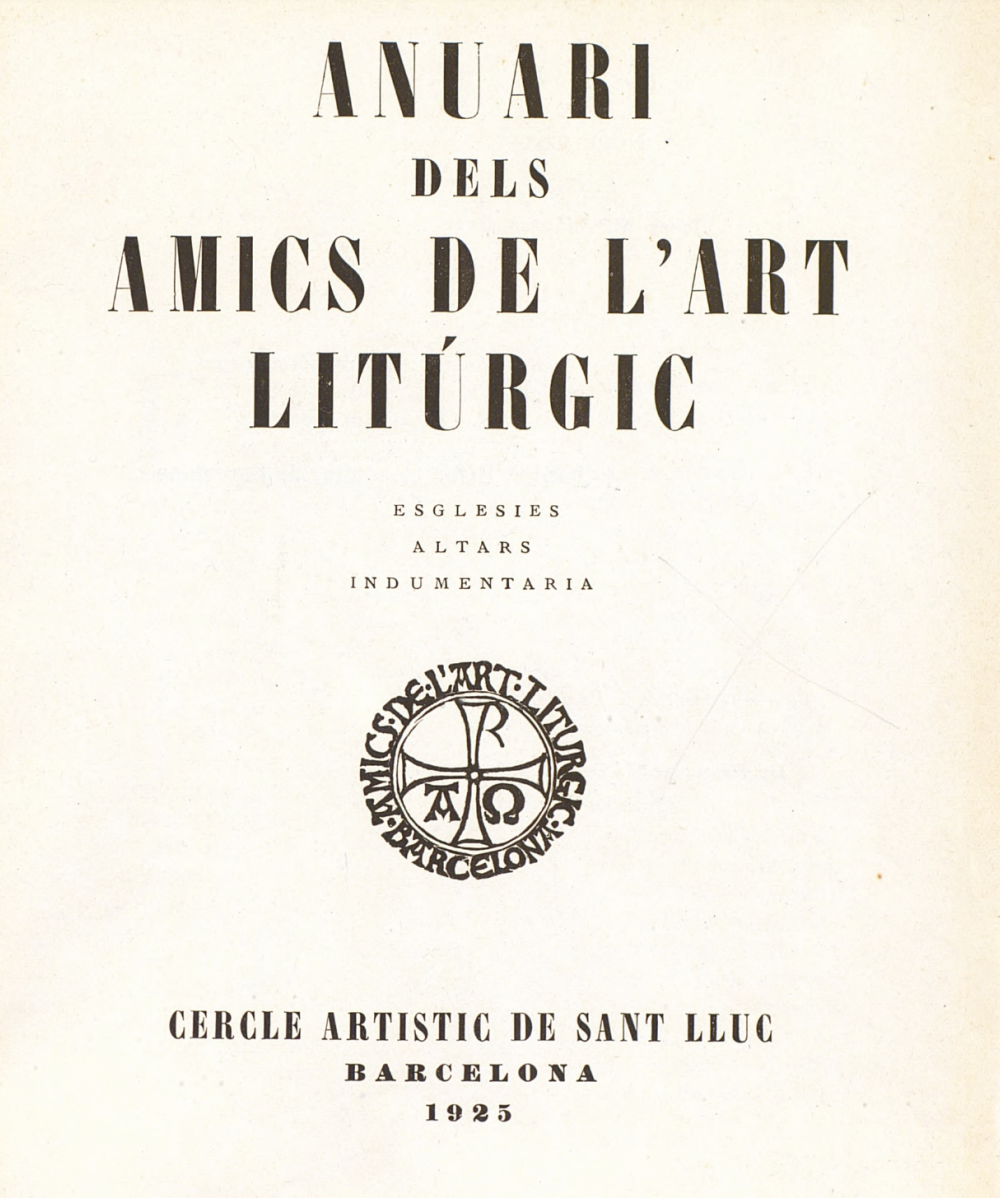
Anuari dels Amics de l'Art Litúrgic, Cercle Artístic de Sant Lluc, 1925

1925. Anuari dels Amics de l'Art Litúrgic (23 pàg)
- núm 1. Estructura litúrgica en la construcció dels temples, per Josep Tarré
  - Notes històriques
  - Principals normes pràctiques
- núm 2. L'ALTAR.
- núm 3. La indumentària litúrgica
- núm 4. Confecció d'ornaments litúrgics
- núm 5. Patrons per la confecció d'ornaments litúrgics
- núm 6. Guia gràfica per presentar els sants
- núm 7. Art litúrgic contemporani a Catalunya
- núm 8. Catàleg de la primera Exposició General d'Art Litúrgic

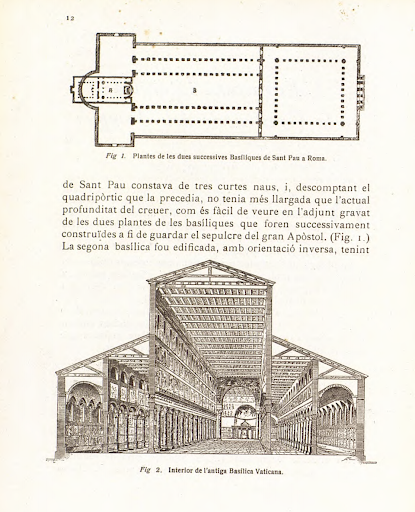
Fig.1. Planta de les dues successives Basíliques de Sant Pau a Roma - Fig.2. Interior de l'antiga Basícila Vaticana

- núm 9. Taula

1926-1928. Anuari dels Amics de l'Art Litúrgic (13 pàg)

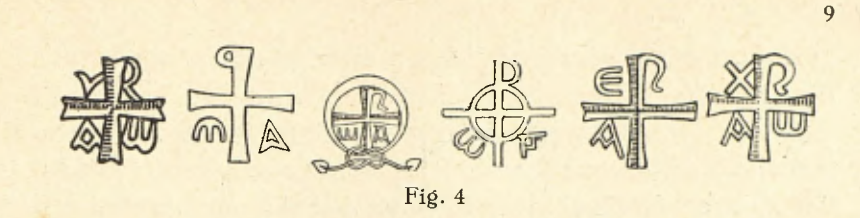
Fig.4. Anuari 1926-1928

Tot i que més d'un membre del Cercle de Sant Lluc devia notar l'estancament que començava a patir la Secció, de moment les crítiques oficials es limitaven a Joan Sacs, crític independent i polèmic, que no devia preocupar massa els Amics de l'Art Litúrgic. Així, les activitats segueixen a tot ritme sense variacions i es tornen a reproduir les conferències donades per l'exposició dins l'Anuari corresponent als anys 1926-28 i publicat l'any 1928.
L'Anuari comença amb un editorial titulat “Guiatge de l'artista cristià” dirigit als artistes al servei de la Litúrgia catòlica que s'eduquen a través d'una espècie de compendi iconogràfic.
- núm 1. Guiatge de l'artista cristià
- núm 2. La vida de Jesucrist
  - Símbols
  - Figures
  - Atributs
  - Genealogia
- núm 3. Arquitectura Moderna
- núm 4. Notícia de la pintura religiosa a Catalunya
- núm 5. Antoni Gaudí
- núm 6. Joan LLimona
- núm 7. Art cristià contemporani a Catalunya

1929-1930. Anuari dels Amics de l'Art Litúrgic (5 pàg)

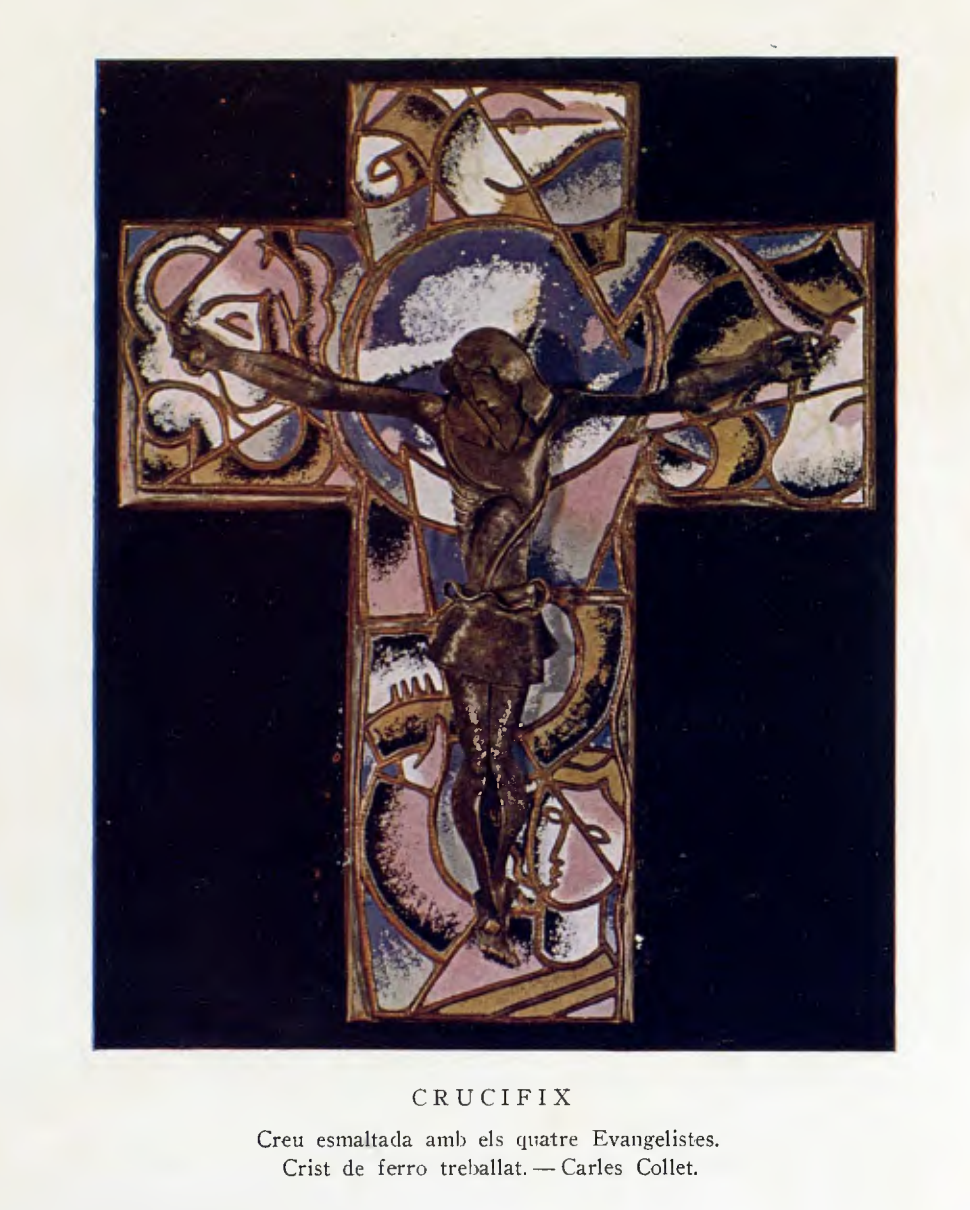
Creu esmaltada amb els quatre Evangelistes. Crist de ferro treballat - Carles Collet

L'Anuari successiu, publicat l'any 1930, es limita a la continuació de l'article sobre “El guiatge de l'artista cristià”, acompanyat per il·lustracions d'exemples d'art cristià a Catalunya, on ja només es deixa espai als promotors dels Amics de l'Art Litúrgic, presentats com a únics intèrprets del nou art religiós. Trobem un cert gaudinisme molt literal barrejat amb el renaixement italià en arquitectura, i una falta d'idees regeneradores en pintura i escultura.
- núm 1. Guiatge de l'artista cristià (continuació)
- núm 2. Crist rei
- núm 3. Orientació pràctiques
- núm 4. El trasllat del cor de la catedral de Barcelona
- núm 5. Memoranda
- núm 6. Art Cristià a Catalunya

## Final
Entre 1922 i 1936 els Amics de l'Art Litúrgic van promoure exposicions, conferències i publicacions amb l'objectiu de difondre un model d'art sacre apte a les necessitats litúrgiques.
El caràcter confessional de l'entitat provocarà la desaparició: amb l'esclat de la Guerra Civil (1936-1939), el sindicat d'artistes pintors i escultors de Catalunya de la UGT demanarà la clausura, conjuntament a la del Cercle Artístic de Sant Lluc.
En la postguerra, i novament gràcies a la iniciativa de mossèn Trens, el grup Ars Sacra recollirà l'herència.
Comença a notar-se l'estancament de la Secció amb la publicitat que es dona a través de l'Anuari i de la revista Vida Cristiana al “Concurso Internacional de Imágenes del Sagrado Corazón” promogut per la Casa Subirana, un concurs de tema tancat que deixa de mostrar interès pel cubisme germànic proposat pels Amics de l'Art Litúrgic, allunyat d'aquella línia “catequística” de preocupacions estètiques que dominarà en les exposicions de tema religiós a la postguerra.
La falta d'una proposta artística seriosa fa que el grup, que havia dominat la imatge del Cercle durant anys, perdi centralitat en una època en què, amb l'alleugeriment de les tenalles de la Dictadura, els artistes veien amb recel programes artístics normatius que limitaven la seva llibertat d'acció. Tot i que els Amics de l'Art Litúrgic no deixin d'existir, la nova presidència concentra els seus interessos en altres sectors i des de l'any 1930 s'obren perspectives molt més variades. La Secció però, tal com he dit anteriorment, continua existint i una mostra d'això és que, segons la Vanguardia, el 1936 es continuaven organitzant juntament amb la Lliga Espiritual de la Mare de Déu de Montserrat uns exercicis espirituals. Mossèn Trens continuarà donant suport al projecte de la Secció quan el Cercle tanqui, ara ja sí de manera definitiva, l'any 1939. Trens crearà Ars Sacra amb el fi d'orientar la restauració i l'ornamentació de les esglésies segons les directives litúrgiques i els cànons moderns.
El clima de la Barcelona de l'any 1936 feia problemàtica l'existència d'una entitat que, tot i haver-se adherit a la República i ser llunyana del confessionalisme inicial, tenia un passat tan vinculat a la religió. Hem dit que l'adhesió a la República devia haver estat prou sincera després dels anys obscurs de la Dictadura i que hi havia un suport incondicional a tota acció de catalanisme. L'any 1936 els artistes també es belluguen, però aviat arriba el moment en què bellugar-se no és possible. Quan la guerra envaeix els carrers, ja no era suficient que el Cercle hagués, repetidament, manifestat la seva familiació a Catalunya. El sindicat d'artistes pintores i escultores de Catalunya de la UGT demana la clausura de l'Acadèmia de Sant Jordi, del Círcol Artístic, del Cercle i Amics de l'Art Litúrgic “por no representar los organismos que expresamos, ni haber representado nunca, nada y menos en estos momentos” i un decret publicat el 28 d'agost en el Diari Oficial de la Generalitat de Catalunya posa en acte aquesta instància. El cercle es dissol, doncs, per voluntat del govern.

## Relació de directors i col·laboradors
| Directors | Data inici | Data final |
| --- | --- | --- |
| Manuel Trens i Ribas (1892-1976), consiliari del Cercle Artístic de Sant Lluc i director del Museu Diocesà de Barcelona                                                                            | 1921 (Manuel Trens i Rinas substitueix, al canonge Josep M Baranera, consiliari del Cercle Artístic de Sant Lluc i de la Lliga Espiritual de la Mare de Déu de Montserrat, i president de l'Associació d'Eclesiàstics de l'Apostolat Popular, arran de la seva mort l'any 1919) 1922, data de fundació del Grup dels Amics de l'Art Litúrgic. 1925, creació de l'Anuari. Durant tota la seva trajectòria, (1925-1930) es van mantenir les mateixes figures al capdavant. Trens i Ribas com a director principal i tots els seus col·laboradors. | El 1930 es publica el tercer i últim Anuari (1929-1930). El 1936 el caràcter confessional de l'entitat i l'esclat de la Guerra Civil (1936-1939) provocarà la desaparició del Grup dels Amics de l'Art Litúrgic Un decret publicat el 28 d'agost en el Diari Oficial de la Generalitat de Catalunya dissol el Cercle de manera definitiva. |
| L'associació comptava amb una doble presidència d'honor: d'una banda Francesc Vidal i Barraquer (1868-1943), cardenal-arquebisbe de la seu de Tarragona i gran defensor de la predicació en català | 1921 (Manuel Trens i Rinas substitueix, al canonge Josep M Baranera, consiliari del Cercle Artístic de Sant Lluc i de la Lliga Espiritual de la Mare de Déu de Montserrat, i president de l'Associació d'Eclesiàstics de l'Apostolat Popular, arran de la seva mort l'any 1919) 1922, data de fundació del Grup dels Amics de l'Art Litúrgic. 1925, creació de l'Anuari. Durant tota la seva trajectòria, (1925-1930) es van mantenir les mateixes figures al capdavant. Trens i Ribas com a director principal i tots els seus col·laboradors. | El 1930 es publica el tercer i últim Anuari (1929-1930). El 1936 el caràcter confessional de l'entitat i l'esclat de la Guerra Civil (1936-1939) provocarà la desaparició del Grup dels Amics de l'Art Litúrgic Un decret publicat el 28 d'agost en el Diari Oficial de la Generalitat de Catalunya dissol el Cercle de manera definitiva. |
| D'altra banda Josep Puig i Cadafalch (1867-1956), president de la Mancomunitat i antic soci del Cercle Artístic de Sant Lluc.                                                                      | 1921 (Manuel Trens i Rinas substitueix, al canonge Josep M Baranera, consiliari del Cercle Artístic de Sant Lluc i de la Lliga Espiritual de la Mare de Déu de Montserrat, i president de l'Associació d'Eclesiàstics de l'Apostolat Popular, arran de la seva mort l'any 1919) 1922, data de fundació del Grup dels Amics de l'Art Litúrgic. 1925, creació de l'Anuari. Durant tota la seva trajectòria, (1925-1930) es van mantenir les mateixes figures al capdavant. Trens i Ribas com a director principal i tots els seus col·laboradors. | El 1930 es publica el tercer i últim Anuari (1929-1930). El 1936 el caràcter confessional de l'entitat i l'esclat de la Guerra Civil (1936-1939) provocarà la desaparició del Grup dels Amics de l'Art Litúrgic Un decret publicat el 28 d'agost en el Diari Oficial de la Generalitat de Catalunya dissol el Cercle de manera definitiva. |

| REDACTORS I PRINCIPALS / HABITUALS COL.LABORADORS |
| Vicenç de Moragas i Rodes (1861-1937), advocat i company de despatx dels Serrahima                                                                                            |
| Vicenç de Moragas Rodes (1861-1937), president efectiu |
| Josep Francesc Ràfols (1889-1965), secretari de la generació més jove |
| Jaume Busquets i Mollera (1904-196), tresorer |
| Joan Bergós (1894-1974), bibliotecari |
| Darius Vilàs (1880-1950), vocals |
| Jaume Figueras Sagués (1871-1942), mecenes |
| COS CONSULTIU (I) Artistes Joan Llimona i Josep Llimona, Francesc Galí o Francesc Folguera                                                                                    |
| COS CONSULTIU (II) Clergues vinculats al moviment litúrgic Josep Gudiol, expert en arqueologia Josep Llobera, canonge de la Seu de Barcelona Lluís Carreras i Mas Josep Tarré |